# پیملیکو، نیو ساوت ولز
پیملیکو (به انگلیسی: Pimlico) یک منطقهٔ مسکونی در استرالیا است که در نیو ساوت ولز واقع شده‌است.